# Horacio de la Costa
Horacio de la Costa, né le 9 mai 1916 à Maúban, dans la province de Quezon (Philippines) et mort le 20 mars 1977 à Manille (Philippines) était un prêtre jésuite philippin, premier supérieur provincial des jésuites philippins et assistant du supérieur général des jésuites. Historien érudit et brillant écrivain il était une autorité reconnue dans l'histoire et la culture philippine et asiatique.

## Biographie

### Jeunesse et formation
Horacio de la Costa est né le 9 mai 1916, à Maúban, Quezon. Ses parents sont Sixto de la Costa, juge de profession, et Emiliana Villamayor. Horacio fréquente l'école primaire publique de Batangas avant de passer à l’Université Ateneo de Manila, où il se distingue par l'excellence de ses résultats académiques comme pour ses qualités de leadership parmi les étudiants, particulièrement en tant que rédacteur et plus tard, en tant qu'éditeur du Guidon, le journal estudiantin du campus. Il obtient son baccalauréat avec un summa cum laude. 
Le 20 juin 1935, il entre dans la Compagnie de Jésus et fait son noviciat à Novalichès (Quezon City). Il fait ensuite deux années d’études de philosophie et enseigne histoire et philosophie à l’Université Ateneo de Manila de 1939 à 1945, lorsqu’il n’est pas en prison... 

### Résistant
En effet, participant activement aux activités de résistance clandestine à l’occupant japonais durant la Seconde Guerre mondiale. il passe plusieurs mois dans la prison du Fort Santiago. Il collaborait entre autres choses, avec le père John F. Hurley, supérieur des Jésuites aux Philippines, en portant vivres et vêtements aux soldats américains et philippins qui avaient échappé à la capture par les japonais, ou s’étaient évadés des camps de prisonniers. Pour ces faits, le gouvernement des États-Unis lui accorde la médaille de la Liberté en 1946. 
La guerre terminée il est envoyé aux États-Unis pour y achever ses études de théologie (1945-1947). Il est ordonné prêtre le 24 mars 1946, à Woodstock (Maryland), par Mgr John Michael McNamara, évêque auxiliaire de Baltimore. 1951 il obtient le doctorat en histoire de l’université Harvard de Boston. 

### Professeur d’histoire et chercheur
Revenu à Manille il est professeur d’histoire à l’Ateneo dont il devient également, en 1953, « doyen de faculté », le premier philippin à tenir ce poste. Bientôt, en 1958, il est conseiller du provincial des jésuites des Philippines et directeur-éditeur de la revue scientifique « Philippines Studies » (1959). De la Costa reçoit une bourse de la fondation Fulbright-Smith-Mundt en 1960, et, en 1962, est chercheur (Research Associate) à la School of Oriental and African Studies (Londres). Au cours de ces années plusieurs universités lui confèrent un doctorat honoris causa : l’Université de Santo Tomas de Manille, l’Université Sophia de Tokyo et l’Université Silliman de Dumaguete (Philippines).

### Homme de gouvernement
Le 8 décembre 1964, il est supérieur provincial de jésuites des Philippines. À 55 ans il est ainsi le premier jésuite filipino à occuper ce poste après une longue lignée de jésuites espagnols et américains. Son mandat à peine terminé, en 1970, il est appelé à Rome par le supérieur général des jésuites, Pedro Arrupe pour y être son conseiller pour les affairent extrême-orientales. Il y reste cinq ans (1970-1975). 
De retour dans son pays, et engagé à nouveau dans des recherches sur l’histoire de son pays, Horacio de la Costa meurt à San Juan (Manille) deux ans plus tard, le 20 mars 1977, victime d’un cancer qui l’emporte à l’âge de 60 ans. Il est enterré au cimetière du noviciat du Sacré-Cœur à Novalichès (Quezon City).

Horacio de la Costa devant le hall qui porte son nom, à l'Ateneo de Manila

## Historien et écrivain
Horacio de la Costa a donné de nombreuses conférences et a écrit abondamment sur l'histoire des Philippines et la place de son pays dans le monde asiatique. Parmi ses livres, les plus importants sont, ‘The Jesuits in the Philippines, 1581-1768’, fruit de sa thèse de doctorat en histoire et publié par l’université Harvard en 1961. Également: Recent Oriental History (1958), Readings in Philippine History (1965), Background of Nationalism and Other Essays (1965), Asia and the Philippines (1967). 
Proche du courant nationaliste philippin de la Costa s’est fort intéressé à José Rizal, contribuant plusieurs articles sur la personne, son humanisme et les idées politiques du héros de la conscience révolutionnaire nationale. Il édita en anglais les documents (en espagnol) de son procès. 
En 1965, il reçoit le ‘Prix du patrimoine de la République des Philippines’ des mains du président Diosdado Macapagal pour l’ensemble de ses écrits historiques, un grand nombre d’entre eux étant publiés dans la revue Philippines Studies (de l’Université Ateneo de Manila), dont il fut le directeur durant plusieurs années. 
De retour aux Philippines en 1975, après ses années de service à Rome, il reprit ses activités d’historien, et de professeur, donnant de nombreuses conférences aux Philippines et à l’étranger. 
Il contribua également de nombreux essais et articles sur des sujets touchant la culture, la religion et l’histoire dans son pays et en Asie pour de nombreuses publications savantes, nationales ou étrangères telles les revues Philippine Social Sciences and Humanities Review, Bulletin of the Philippine Historical Association, Hispanic American Historical Review, Science Review, et Theological Studies, y compris les Philippines Studies de l’université où il enseignait. 
Horacio de la Costa était l'un des membres fondateurs de l'Académie des Sciences et Humanités’ des Philippines ainsi que de l’Association internationale des historiens d'Asie’. Il était également membre du ‘Conseil National de la Recherche’ des Philippines, et d’autres associations nationales promouvant la recherche dans les domaines de la culture et des sciences humaines aux Philippines. 

## Écrits
- John N. Schumacher and Rafaelita S. Valera ont publié une liste très complète des articles et livres de Horacio de la Costa dans Philippine Studies vol. 26 (1978), N°1 et 2, pp.192–208.
- The Jesuits in the Philippines, 1581-1768, Harvard University, 1961.
- The Trial of Dr. Rizal (edited translation of W.E. Retana’s transcription of the official Spanish documents)
- Recent Oriental History, 1958.
- Readings in Philippines History, 1965.
- The Background of Nationalism, and Other Essays, 1965.
- Asia and the Philippines, 1967.